# D'Addario

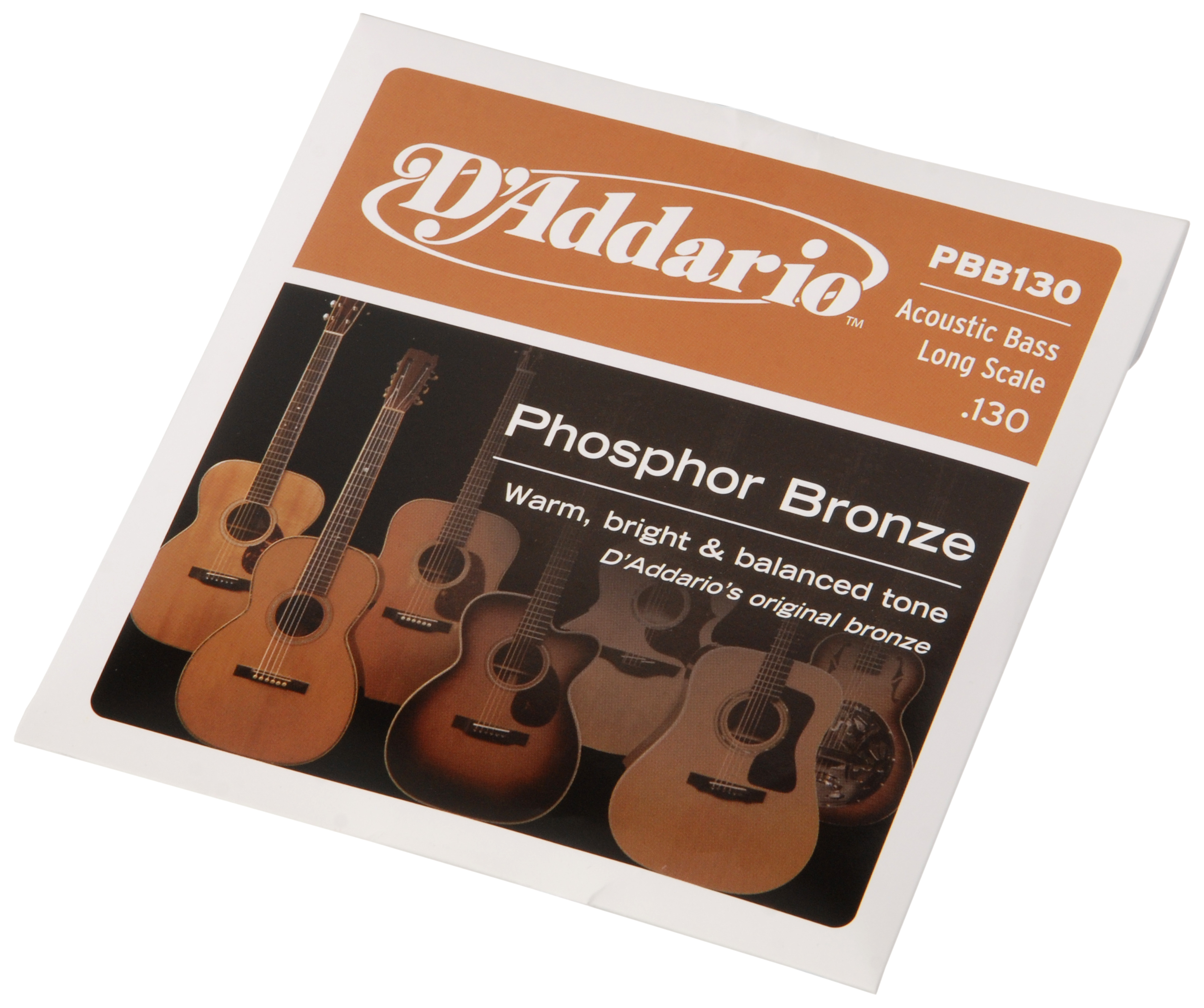
EPBB-130 de D'Addario

D'Addario es un fabricante de cuerdas para instrumentos musicales que se destaca por fabricar principalmente cuerdas para guitarra eléctrica. Actualmente tiene su Casa Central en Farmingdale, Long Island, New York. Es uno de los fabricantes de cuerdas más importante del mundo y es un negocio familiar. Fabrican no solo varios modelos de cuerdas que vende bajo su propia marca sino que también fabrica cuerdas OEM que vende a fabricantes de instrumentos musicales. Además de las cuerdas, fabrican y distribuyen accesorios (correas, cables, etc) para músicos bajo la marca Planet Waves.

## Historia
La familia de fabricantes de cuerdas D'Addario proviene de un pequeño pueblo italiano llamado Salle, ubicado en la provincia de Pescara. Según se sabe, luego de un terremoto que devastó el pueblo en 1905, Rocco y Carmine D'Addario emigraron a Astoria, Queens, New York en un intento de expandir su mercado, importando y vendiendo las cuerdas fabricadas por su familia en Salle. En 1918 Rocco regresó a Salle, pero Carmine comenzó a fabricar sus propias cuerdas en una pequeña tienda ubicada detrás de la casa de la familia. 
La popularidad de la guitarra aumentó en gran medida en los comienzos del siglo XX, y aproximadamente en 1930 la familia comenzó a fabricar cuerdas para este instrumento, aunque en aquel momento solo lo hacía para músicos individuales o para fabricantes de guitarras.
El desarrollo del nylon por parte de DuPont durante la Segunda Guerra Mundial produjo un importante cambio en el negocio de la familia. En 1947 DuPont repartió muestras de su producto y los D'Addario comenzaron a experimentar con ellas, consultando a varios de sus clientes habituales.
Durante finales de 1940 y comienzos de 1950 (especialmente luego del nacimiento del Rock and Roll) la guitarra clásica fue eclipsada en popularidad por la guitarra de cuerdas de acero. Algunos de los miembros más jóvenes de la familia quisieron expandir su mercado hacia el lado de las cuerdas de acero, pero Charles D'Addario no quiso arriesgar el negocio de la familia en lo que el consideraba un "mercado inseguro". En 1956, una nueva compañía llamada Archaic Musical String Mfg Co., regenteada por John D'Addario (el hijo de Charles D'Addario) comenzó a fabricar cuerdas de acero. La compañía fabricó cuerdas para varios de los fabricantes de guitarras más importantes de la época, incluyendo Gretsch, D'Angelico, C.F. Martin & Company, and Guild. En 1962 las dos compañías se fusionaron bajo el nombre Darco.
La guitarra se había transformado en el instrumento más popular de los Estados Unidos, y la compañía Darco había innovado en la fabricación de las cuerdas, tanto con el primer equipo automático para entorchar cuerdas como con la primera cuerda de bajo tipo round-wound.
A finales de 1960 Darco se asoció con Martin Guitars, y si bien la alianza fue beneficiosa para ambas compañías en 1974 la familia D'Addario decidió que era momento de vender sus cuerdas bajo su propia marca. Fue allí cuando se fundó J. D'addario & Company. 
Originalmente localizado en Lynbrook, New York, el negocio continuó expandiéndose y en 1994 se movió a la actual fábrica en Farmingdale. La compañía es todavía propiedad de la familia D'Addario, quien además se ocupa de operarla con sus 13 integrantes y 900 empleados aproximadamente.